# 環境種族主義
環境種族主義是一種社會不平等－－通過一個與環境因素及行為有關的種族主義的形式－－為少數族裔群體帶來不成比例的困擾。這是一個富極大爭議，結合了環境問題和人類福祉的現象。環境種族主義通常形容一些在少數族裔聚居的地區設立會對週邊帶來污染的工業和工廠的政策、事件和結果。把社區中的少數族裔群體排除於該社區的決策過程之外亦與環境種族主義有關。
環境公義運動以對抗環境種族主義為目標；環境公義就是「在發展、實施和執行環境法例、規管和政策時，公平地對待並讓所有人有意義地參與，不論種族、膚色、性別、國籍或收入。」